# BBC Concert Orchestra
Het BBC Concert Orchestra is een van de vijf symfonieorkesten van de BBC. Het heeft als thuisbasis Londen, tot 2004 in het Golders Green Hippodrome. Het is het enige van de vijf dat niet een volledige bezetting van een symfonieorkest heeft (momenteel 50 musici).

## Geschiedenis
Het orkest is gesticht in 1931 als het BBC Theatre Orchestra en in 1952 hernoemd tot BBC Opera Orchestra. Het orkest kende toen een wisselende basis, aangezien het tussen tafellaken en servet zat: het was te groot voor de lichte muziek en te klein voor het echte klassieke werk. In 1953 is een definitieve keuze gemaakt voor de wat lichtere kant van de klassieke muziek (denk aan ballet en begeleiding van opera's), maar ook echte lichte muziek en populaire concerten. De werkzaamheden bestaan in de eerste plaats in het maken van radio-opnamen; daarbij is het orkest dat het langst betrokken is bij een radioprogramma, namelijk Friday Night is Music Night op BBC 2. Het geeft daarnaast concerten in de Royal Festival Hall in Londen, maar ook in zalen in de rest van het Verenigd Koninkrijk.

## Chef-dirigent
- 1931-1932: Leslie Woodgate
- 1932-1946: Stanford Robinson
- 1952-1953: Gilbert Vinter
- 1954-1956: Sir Charles Mackerras
- 1956-1966: Vilem Tausky
- 1966-1970: Marcus Dodds
- 1970-1989: Ashley Lawrence
- 1989-: Barry Wordsworth (nu ook dirigent laureate)

Huiscomponisen waren Anne Dudley en later Jonny Greenwood.

## Andere BBC-orkesten
- het BBC Symphony Orchestra;
- het BBC National Orchestra of Wales;
- het BBC Scottish Symphony Orchestra en
- het BBC Philharmonic Orchestra.

## Discografie

### Albums
| Album met eventuele hitnotering(en) in de Nederlandse Album Top 100 | Datum van verschijnen | Datum van binnenkomst | Hoogste positie | Aantal weken | Opmerkingen                          |
| ------------------------------------------------------------------- | --------------------- | --------------------- | --------------- | ------------ | ------------------------------------ |
| Be my love - A tribute to Mario Lanza                               | 2013                  | 09-02-2013            | 64              | 1*           | met Joseph Calleja & Steven Mercurio |